# West Union (Minnesota)
West Union és una població dels Estats Units a l'estat de Minnesota. Segons el cens del 2000 tenia 87 habitants.

## Demografia
Segons el cens del 2000, West Union tenia 87 habitants, 31 habitatges, i 19 famílies. La densitat de població era de 98,8 habitants per km².
Dels 31 habitatges en un 41,9% hi vivien nens de menys de 18 anys, en un 51,6% hi vivien parelles casades, en un 3,2% dones solteres, i en un 35,5% no eren unitats familiars. En el 32,3% dels habitatges hi vivien persones soles el 6,5% de les quals corresponia a persones de 65 anys o més que vivien soles. El nombre mitjà de persones vivint en cada habitatge era de 2,81 i el nombre mitjà de persones que vivien en cada família era de 3,7.
Per edats la població es repartia de la següent manera: un 40,2% tenia menys de 18 anys, un 3,4% entre 18 i 24, un 31% entre 25 i 44, un 9,2% de 45 a 60 i un 16,1% 65 anys o més.
L'edat mediana era de 32 anys. Per cada 100 dones de 18 o més anys hi havia 116,7 homes.
La renda mediana per habitatge era de 24.643 $ i la renda mediana per família de 39.375 $. Els homes tenien una renda mediana de 24.167 $ mentre que les dones 19.375 $. La renda per capita de la població era de 10.441 $. Entorn del 15,8% de les famílies i el 23,1% de la població estaven per davall del llindar de pobresa.

## Poblacions més properes
El següent diagrama mostra les poblacions més properes.